# Ford Madox Ford
Ford Madox Ford, el nom de naixement del qual era Ford Hermann Hueffer, va ser un novel·lista, poeta, crític i editor anglès, nascut el 17 de desembre de 1873 a Merton (Surrey) i mort el 26 de juny de 1939 a Deauville (Calvados).
Fill de Francis Hueffer, va canviar el seu nom per Ford Madox Hueffer i finalment per Ford Madox Ford en honor del seu avi, el pintor prerafaelita Ford Madox Brown, de qui en va escriure una biografia.
La seva novel·la més coneguda The Good Soldier, apareguda el 1915 va ser traduïda al català per Maria Iniesta i Agulló el 2005 amb el títol El bon soldat. Va ser fundador de l'English Review i redactor en cap de la revista Transatlantic Review.